# فهد كعيكاتي
فهد كعيكاتي (1930- 1982 م)، فنان سوري من الرواد، اشتهر بأدواره الكوميدية وعُرف شعبياً بشخصية «أبو فهمي» كان أحد مؤسسي إذاعة دمشق سنة 1947 والتلفزيون السوري عام 1960.

## البداية
ولد فهد كعيكاتي في أسرة صغيرة ومتواضعة في محلّة سوق ساروجا، زقاق القرماني، وحفظ القرآن الكريم على يد الكتّاب ثم أكمل دراسته في مدرسة الكلية العلمية الوطنية. التحق بعدها بمعهد صناعي لتعليم الخراطة وفي عام 1942 وُظّف في شركة الكهرباء. أحب مهنة التمثيل منذ طفولته وشارك في بعض العروض المسرحية الخاصة التي كانت تقام في المنازل، حيث تعرف على الفنان تيسير السعدي الذي أوصله إلى نائب دمشق فخري البارودي والذي تبناه فنياً وأدخله إلى إذاعة دمشق يوم تأسيسها سنة 1947.

## شخصية أبو فهمي
انضم فهد الكعيكاتي إلى عدة فرق مسرحية منها الفرقة السورية للتمثيل والموسيقى، التي أسسها الفنان أنور البابا، ونادي الفنون الجميلة. وفي عام 1948، انتشر وباء الكوليرا في سورية فقررت حكومة جميل مردم بك التعاون مع الفنانين لنشر الوعي بين الناس وطلبت منهم تقديم برنامج إذاعي فكاهي يفي بهذا الغرض، سمّي «إصابة مشتبهة.» لعب فيه التاجر الهاوي حسني تللو، صديق فخري البارودي، دور رجل يدعى «أبو فهمي،» وهو دمشقي بسيط وشحيح، يخاف كثيراً على ماله. ولكن حسني تللو اعتذر عن الاستمرار بهذا الدور، نظراً لمشاغله في الحياة، فذهبت الشخصية إلى فهد كعيكاتي الذي طورها كثيراً واقترنت باسمه طوال حياته.

## الحياة الفنية
تعاون كعيكاتي مع الفنان أنور البابا، صاحب شخصية «أم كامل» وقدما الكثير من البرامج الإذاعية في الخمسينيات، في ثنائي شهير بين «أبو فهمي» و«أم كامل» ذاع سيطه في الأوساط الدمشقية. ومع بداية بث التلفزيون السوري سنة 1960، تم التعاقد مع الكعيكاتي لتقديم عدة لوحات غنائية وفنية بشخصية «أبو فهمي» التي صار لها شكل واضح المعالم يضاف إلى صوتها المعروف في إذاعة دمشق.  

## العمل مع دريد ونهاد
وفي عام 1968 تعاون فهد كعيكاتي مع الثنائي دريد لحام ونهاد قلعي في المسلسل الكوميدي الشهير حمام الهنا من إخراج المخرج العراقي فيصل الياسري، ولاحقاً في مسلسل صح النوم من إخراج خلدون المالح. لعب فهد كعيكاتي في الحلقات الأولى من مسلسل صح النوم دور «العريف أبو فهمي» مدير مخفر «حارة كل مين أيده ألو» ولكنه اعتذر عن الاستمرار في العمل فذهب الدور إلى الفنان عبد اللطيف فتحي. وقد شارك فهد كعيكاتي مع دريد ونهاد في الفيلم السينمائي «اللص الظريف» من بطولة الفنانة المصرية نيللي سنة 1968 وفيلم خياط للسيدات سنة 1969، بالمشاركة مع الفنانة المصرية شادية.

## إطلالات فنية
في عام 1974، انضم كعيكاتي إلى أسرة مسلسل «مسحر رمضان» مع الفنان رفيق سبيعي وكان له دور البطولة في المسلسل الكوميدي «قصاقيص» سنة 1977، الذي قدم فيه مع الفنانة سامية الجزائري شخصية «أبو جندل» الرجل المتردد والضعيف تجاه زوجته. حققت هذه الشخصية نجاحاً باهراً، لم يقل عن نجاح شخصية «أبو فهمي،» وكانت ملهمة لظهور شخصية مشابهة في مسلسل باب الحارة سنة 2006، لعبها الفنان محمد خير الجراح.
وبعد «قصاقيص» شارك فهد كعيكاتي في مسلسل تلفزيون المرح مع الثنائي ناجي جبر وياسين بقوش وكان ضيفاً في الجزء الأول من مسلسل مرايا مع الفنان ياسر العظمة.

## أعماله التلفزيونية والإذاعية
صندوق العجائب، البستان المنيع، السندباد، جولات المايكروفون، سلامات، سيد البيت، مسحر رمضان، منزل الأحباب، بيت للإيجار، حكايا الليل، نبيه ونبهان، حمام الهنا، بائع البالات، حجر الطاحون، مغامرات جحا، الأيام تدور، أبو زيد السروحي، الوحش والمصباح، بريمو، صابر أفندي، من أيام الثورة السورية، بانتظار عبد الفتاح، المليونير المزيف، وصية المرحوم، برج الحوت، طبخة بحص، سر الخاتم، فلاش، رحلة سعيدة، الدجاج والأرامل، نهوند، رمضان كريم، سفينة نوح، تحت الشباك.

## العمل الوظيفي
حافظ فهد كعيكاتي على وظيفته بشركة الكهرباء طوال حياته، وكان يزاول التمثيل بالتزامن مع العمل الحكومي. في عام 1960 أصبح رئيساً لرحبة المخارط في شركة الكهرباء وثم الأمانة العامة لوزارة الكهرباء حتى عام 1974. كما انتخب أميناً لسر نقابة عمال الكهرباء خلال السنوات 1955-1960.

## الرحيل
أصيب فهد كعيكاتي بأول نوبة قلبية عام 1977، في إثر وفاة ابنه فريد وهو في ريعان الشباب ثم كانت النوبة الثانية سنة 1982، التي توفي على أثرها وهو في دبي خلال تصوير مشاهده في مسلسل الوحش والمصباح الذي كان من إخراج علاء الدين كوكش. وفي عام 2009، أصدرت سورية طابعاً رسمياً حمل صورته بصفته أحد الآباء المؤسسين للكوميديا العربية.